# Lobus pallipes
Lobus pallipes är en tvåvingeart som först beskrevs av Emile Janssens 1953.  Lobus pallipes ingår i släktet Lobus och familjen rovflugor.
Artens utbredningsområde är Rwanda. Inga underarter finns listade i Catalogue of Life.